# سراب شاهيني (مقاطعة إسلام آباد غرب)
سراب‌شاهيني (بالفارسية: سراب‌شاهینی) هي قرية تقع في كرمانشاه في إيران. يقدر عدد سكانها بـ 168 نسمة بحسب إحصاء 2016.